# Sericocoma pungens
Sericocoma pungens är en amarantväxtart som beskrevs av Edward Fenzl. Sericocoma pungens ingår i släktet Sericocoma och familjen amarantväxter. Utöver nominatformen finns också underarten S. p. longearistata.